# Lukas Mühl
Lukas Mühl (Zwiesel, 27 de enero de 1997) es un futbolista alemán que juega en la demarcación de defensa para el F. C. Winterthur de la Superliga de Suiza.

## Biografía
Tras empezar a formarse como futbolista con el 1. FC Núremberg, finalmente en 2016 subió al segundo equipo y debutó en un encuentro contra el SpVgg Unterhaching. El 15 de mayo de 2016 subió al primer equipo, debutando ese mismo día en un encuentro de la 2. Bundesliga contra el SC Paderborn 07. Su primer gol con el equipo lo anotó el 29 de enero de 2017 contra el Dinamo Dresde, encuentro que finalizó con un resultado de 1-2 a favor del club de Dresde tras los goles de Erich Berko y Philip Heise. Se mantuvo en el club hasta julio de 2021, momento en el que se marchó al Austria de Viena. En el equipo austriaco jugó 63 partidos en dos temporadas y en agosto de 2023 fichó por el Spezia Calcio. Un año después llegó a un acuerdo para rescindir su contrato y se unió al F. C. Winterthur.

## Clubes
| Club                  | País     | Año       | Partidos | Goles |
| --------------------- | -------- | --------- | -------- | ----- |
| 1. F. C. Núremberg II | Alemania | 2016      | 12       | 2     |
| 1. F. C. Núremberg    | Alemania | 2016-2021 | 133      | 3     |
| Austria de Viena      | Austria  | 2021-2023 | 63       | 1     |
| Spezia Calcio         | Italia   | 2023-2024 | 15       | 1     |
| F. C. Winterthur      | Suiza    | 2024-     | 18       | 0     |